# Piz Arblatsch
Der Piz Arblatsch ⓘ (wohl aus dem lateinischen albuluceus, eine Ableitung von albus für weiss) ist ein Berg westlich von Mulegns im Kanton Graubünden in der Schweiz mit einer Höhe von 3203 m ü. M. Er bildet den Gegenpol des Piz Forbesch (3261,8 m), der aus den meisten Blickwinkeln als nördliche Kulmination des Massivs in Erscheinung tritt. Dank seiner Dominanz bietet der Piz Arblatsch, vor allem Richtung Westen, eine aussergewöhnliche Fernsicht bis in die Berner und Walliser Alpen (Schreckhorn, Eiger, Mönch, Finsteraarhorn, Dom oder der 147,64 km entfernte Grenzgipfel). Der Gipfel ist umgeben von mehreren annähernd gleich hohen Felsköpfen (siehe Galerie).

## Lage und Umgebung
Der Piz Arblatsch ist Namensgeber des Forbesch-Arblatsch-Massivs, einer Untergruppe der Oberhalbsteiner Alpen. Auf dem Gipfel trafen sich die Gemeindegrenzen zwischen Riom-Parsonz, Mulegns und Savognin; heute liegt der Berg vollständig auf dem Gebiet der Gemeinde Surses. Der Piz Arblatsch wird im Süden durch die Val Faller, im Nordosten durch die Val da Livizung und im Westen durch die Val Curtegns, einem Seitental der Val Nandro, eingefasst. Alle Täler sind Seitentäler des Oberhalbsteins.
Zu den Nachbargipfeln gehören der Piz Arlos, der Piz Spegnas, der Piz Forbesch und der Piz Mez.
Der am weitesten entfernte sichtbare Punkt (44° 14′ N, 7° 13′ O) vom Piz Arblatsch befindet sich  beim Rocca Pan Perdù, 31 km südwestlich von Cuneo in der italienischen Region Piemont, kurz vor der Grenze zu Frankreich und ist 316 km entfernt. Vom Piz Arblatsch aus befindet er sich in südsüdwestlicher Richtung, unmittelbar links vom Piz Forbesch.
Talort ist Mulegns. Häufige Ausgangspunkte sind Radons und Tga.

## Routen zum Gipfel

### Durch das Südcouloir (auch im Winter mit Ski möglich)
Steinschlaggefahr im Couloir
- Ausgangspunkt: Tga (1927 m) oder Mulegns (1482 m)
- Schwierigkeit: WS-
- Zeitaufwand: 4 Stunden von Tga oder 5¾ Stunden von Mulegns

### Über den Südwestgrat
- Ausgangspunkt: Tga (1927 m) oder Mulegns (1482 m)
- Schwierigkeit: WS
- Zeitaufwand: 4 Stunden von Tga oder 5¾ Stunden von Mulegns

### Vom Piz Forbesch
Steinschlaggefahr im Couloir
- Ausgangspunkt: Piz Forbesch (3261,8 m)
- Schwierigkeit: WS-
- Zeitaufwand: 2 Stunden

### Über den Nordgrat
Heikel bei Nässe und Schnee in den Flanken
- Ausgangspunkt: Piz Arlos (2696,6 m), Radons (1893 m), Alp Tarvisch (1936 m) oder Savognin (1207 m)
- Schwierigkeit: WS
- Zeitaufwand: 3½ Stunden vom Piz Arlos, 5 Stunden von Radons, 4 Stunden von Alp Tarvisch oder 6 Stunden von Savognin

### Über den Ostgrat
Heikel bei Nässe und Schnee in den Flanken
- Ausgangspunkt: Tga (1927 m), Mulegns (1482 m), Alp Tarvisch (1936 m) oder Savognin (1207 m)
- Route: Über Fuorcla da Spegnas (2653 m)
- Schwierigkeit: ZS
- Zeitaufwand: 5½ Stunden von Tga, 6½ Stunden von Mulegns, 5¾ Stunden von Alp Tarvisch oder 7¾ Stunden von Savognin

## Galerie

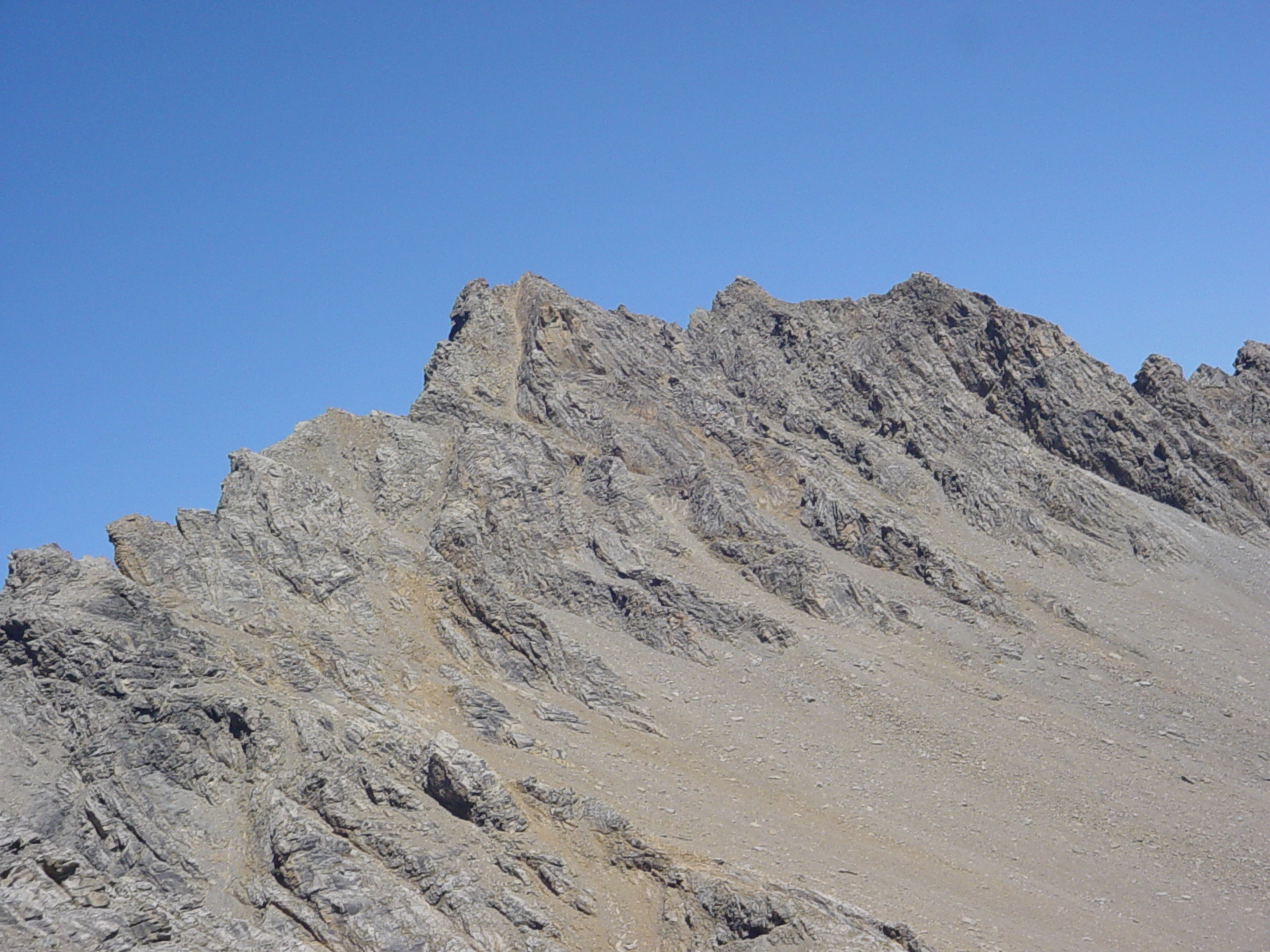
Piz Arblatsch, umgeben von mehreren annähernd gleich hohen Felsköpfen
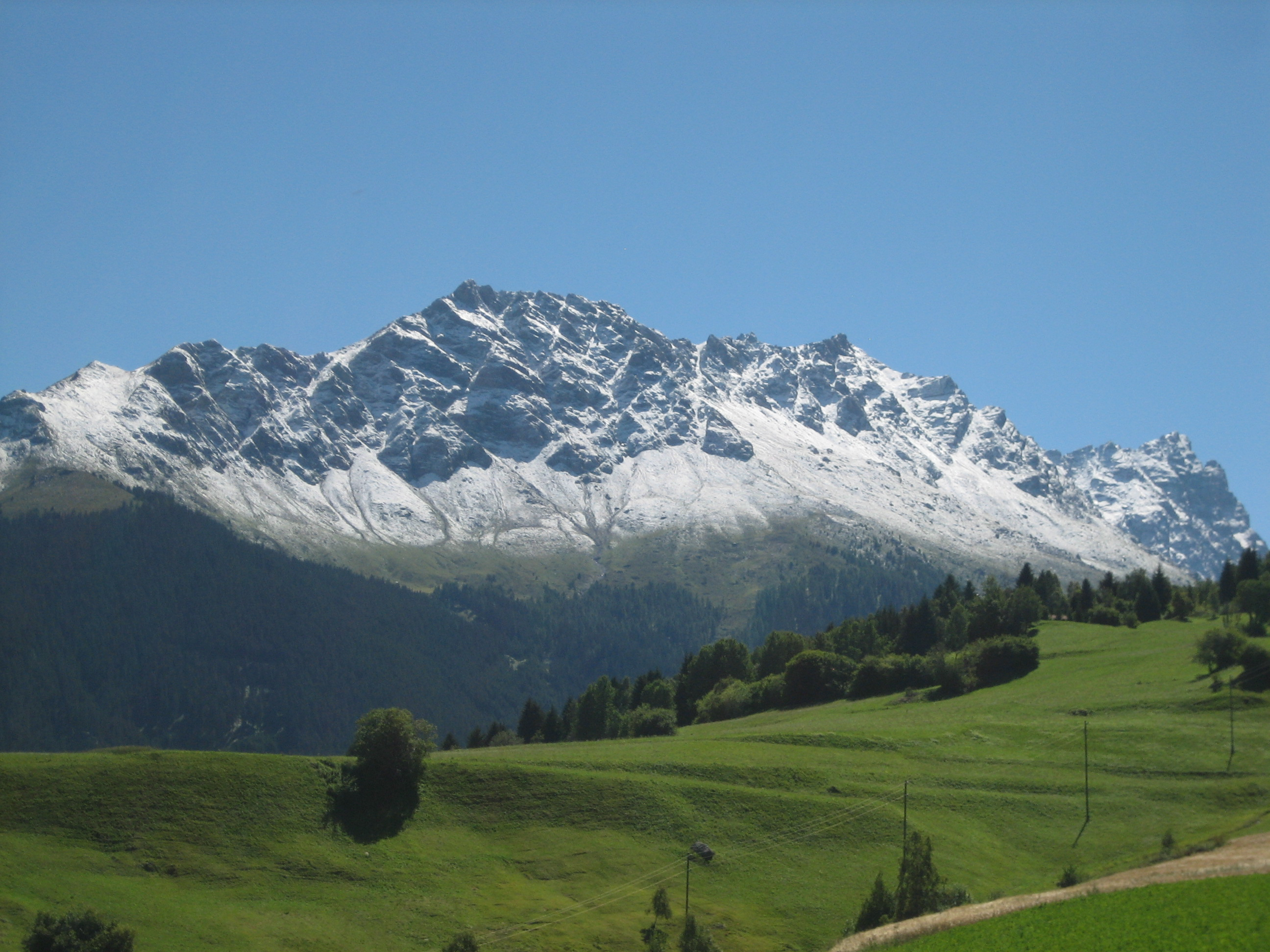
Piz Arlos, Piz Arblatsch und Piz Forbesch (vlnr.) aufgenommen von Riom-Parsonz
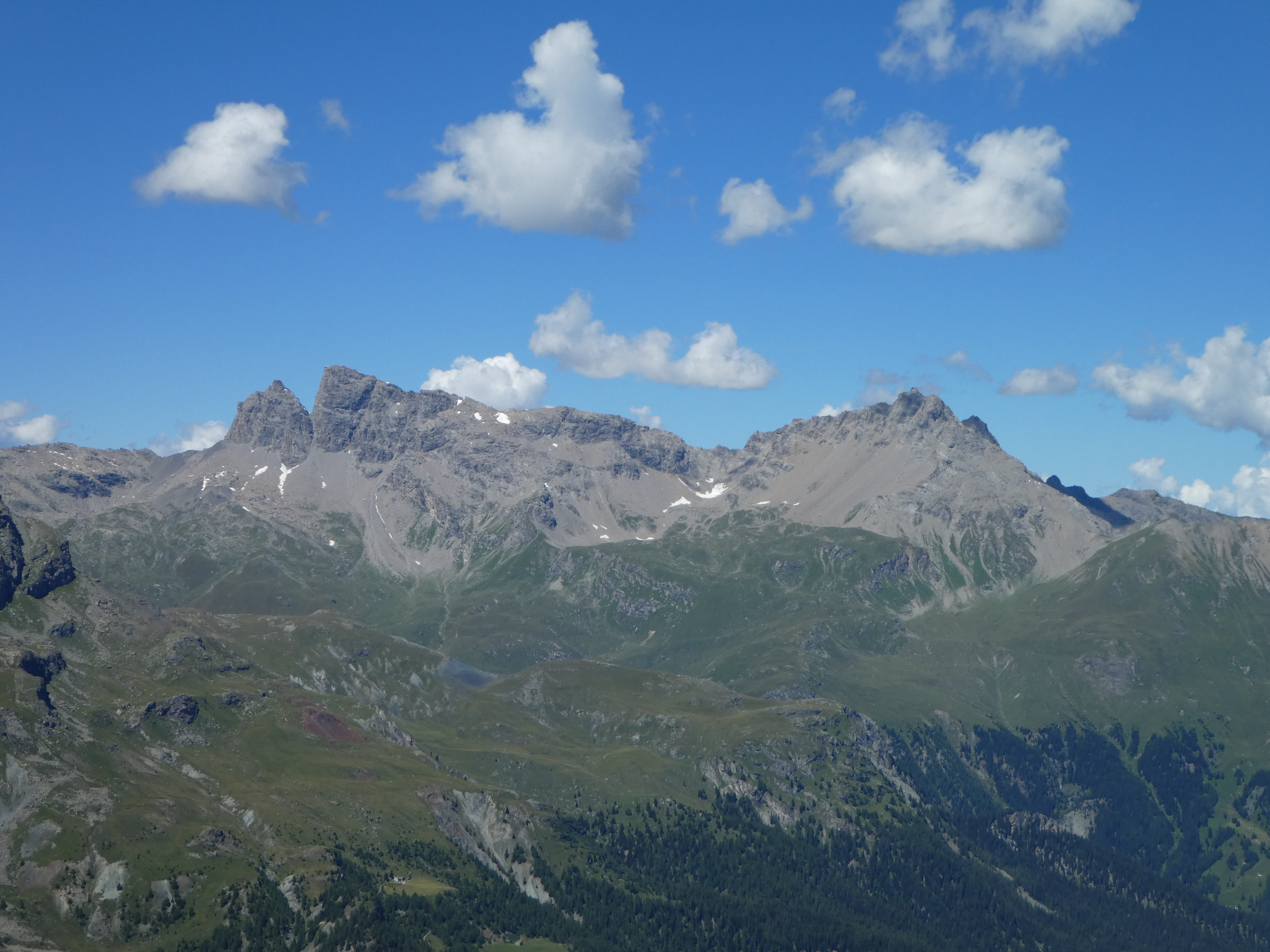
Piz Forbesch und Piz Arblatsch (vlnr.) aufgenommen vom Piz Barscheinz
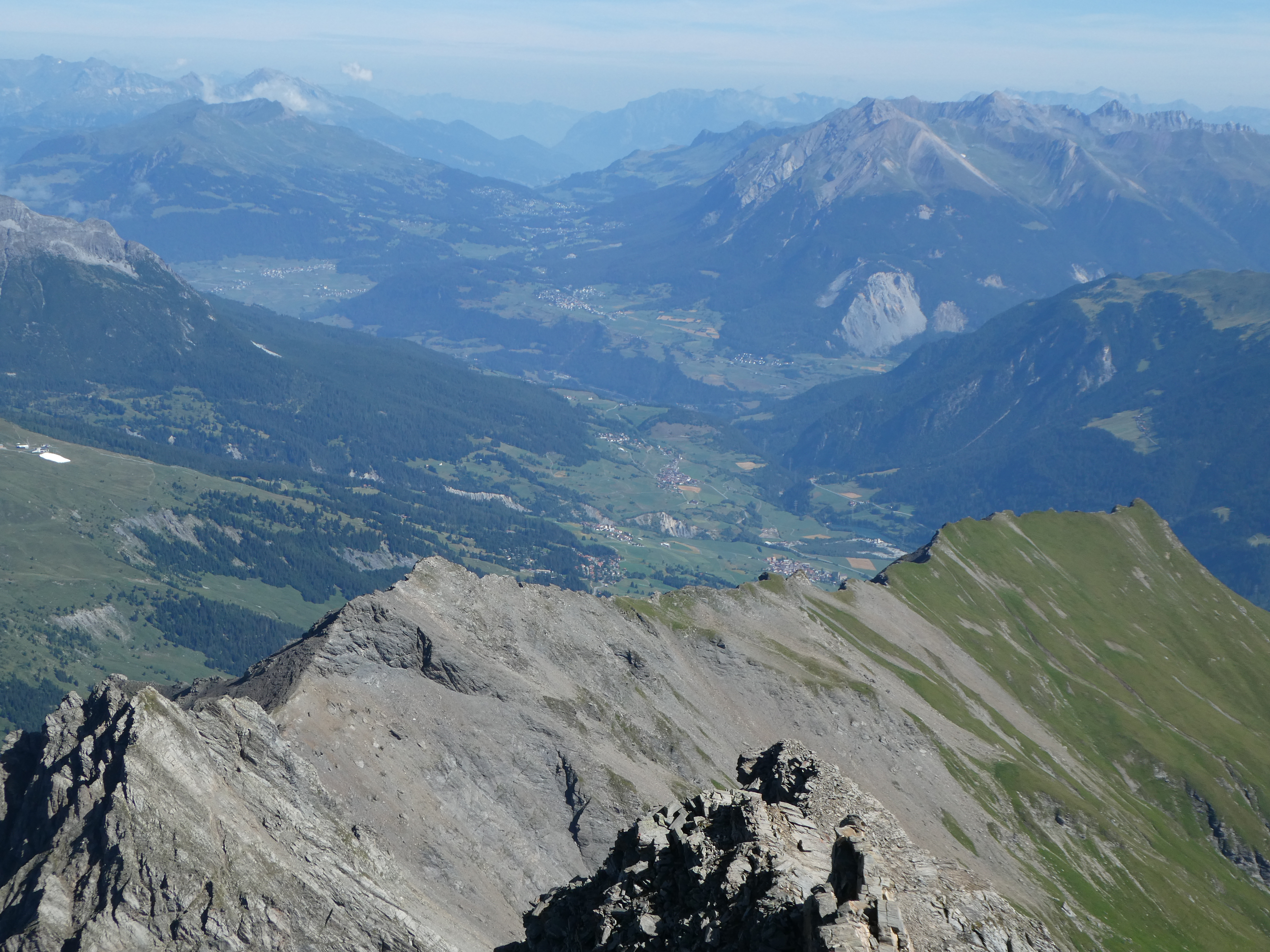
Blick nach Norden zum Sotgôt (der untere Teil des Oberhalbsteins) und nach Lenzerheide
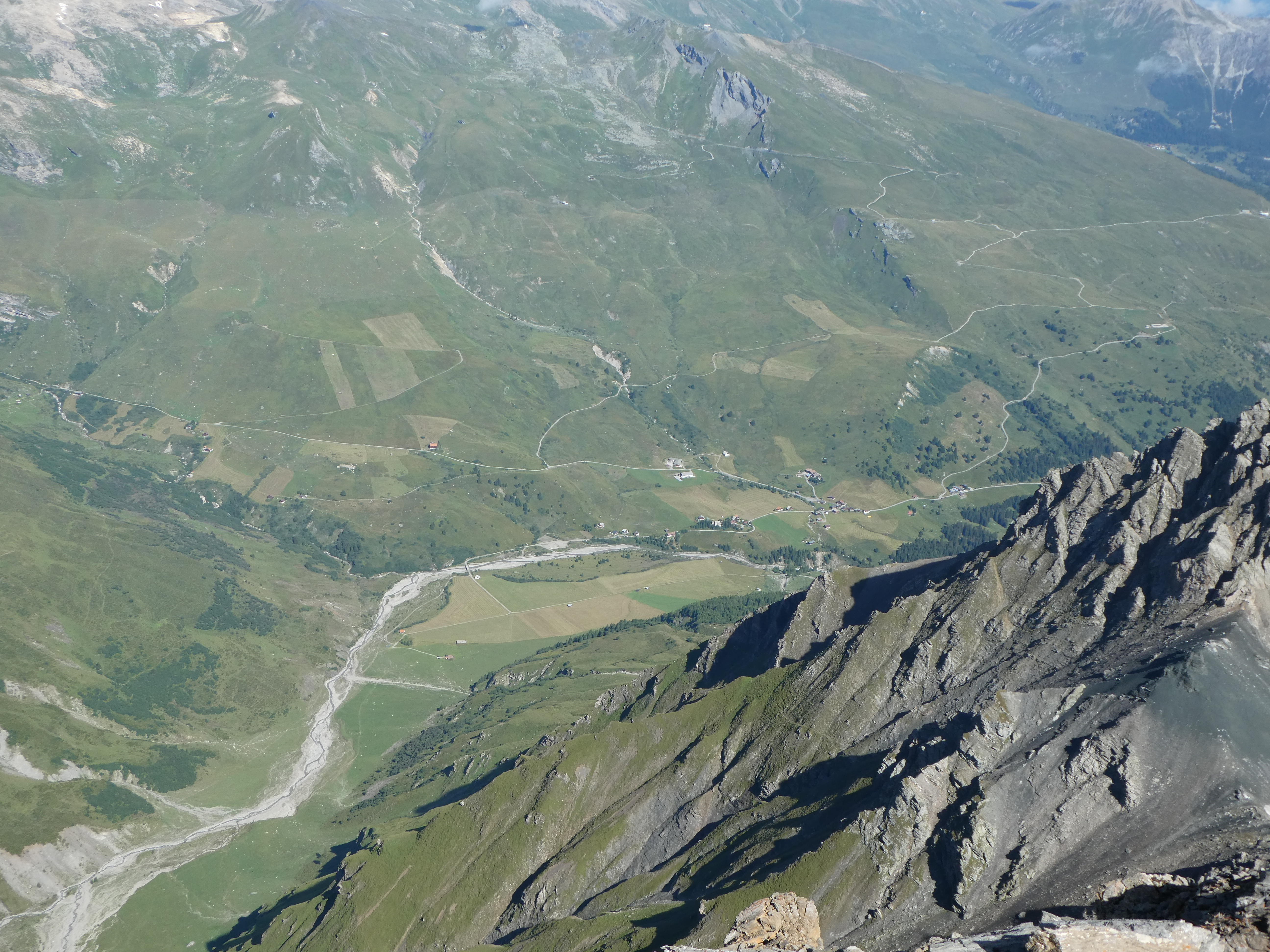
Blick nach Nordwesten auf Radons in der Val Nandro
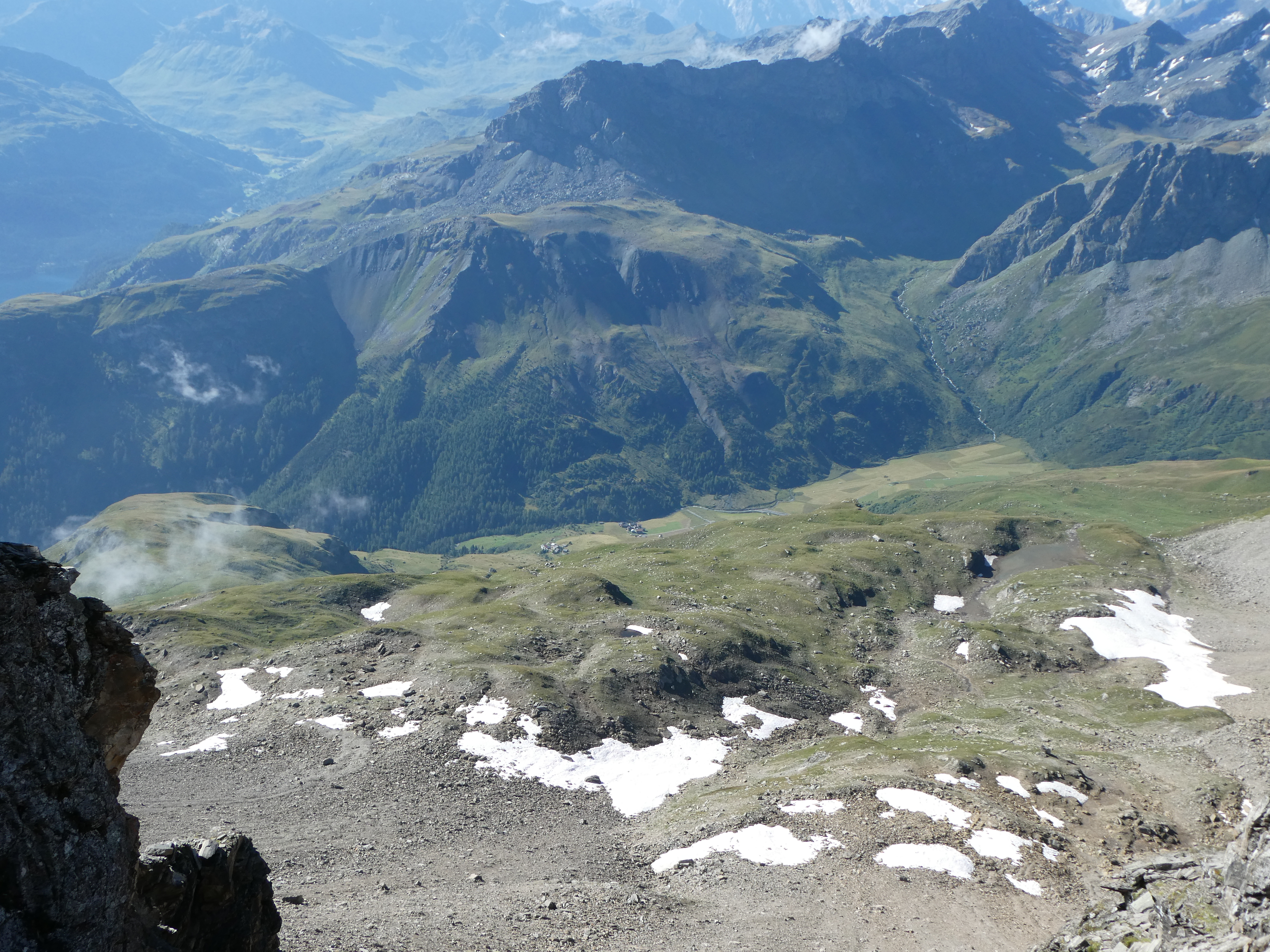
Blick nach Süden auf Tga im Val Faller
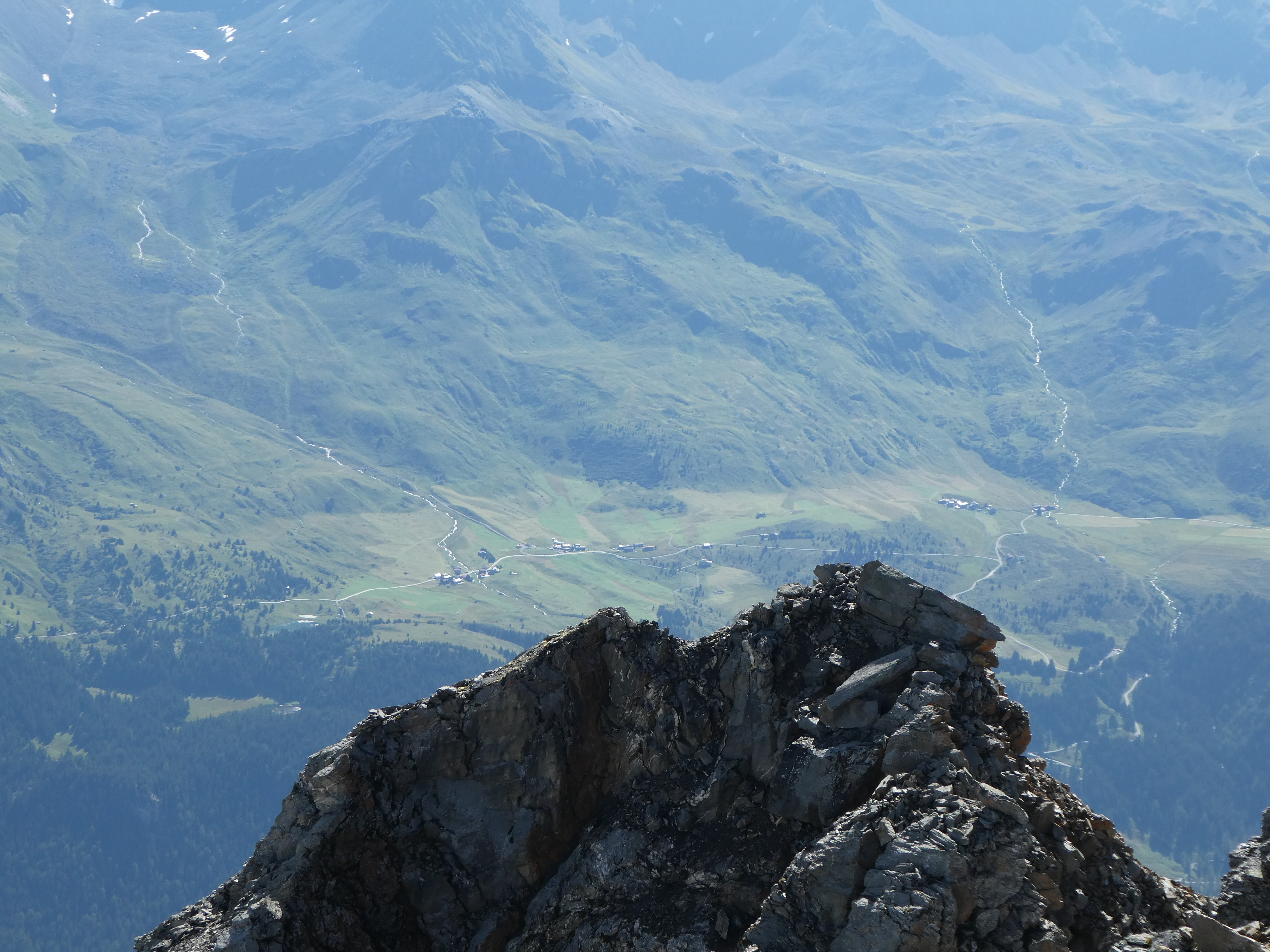
Blick nach Osten auf die Alp Flix
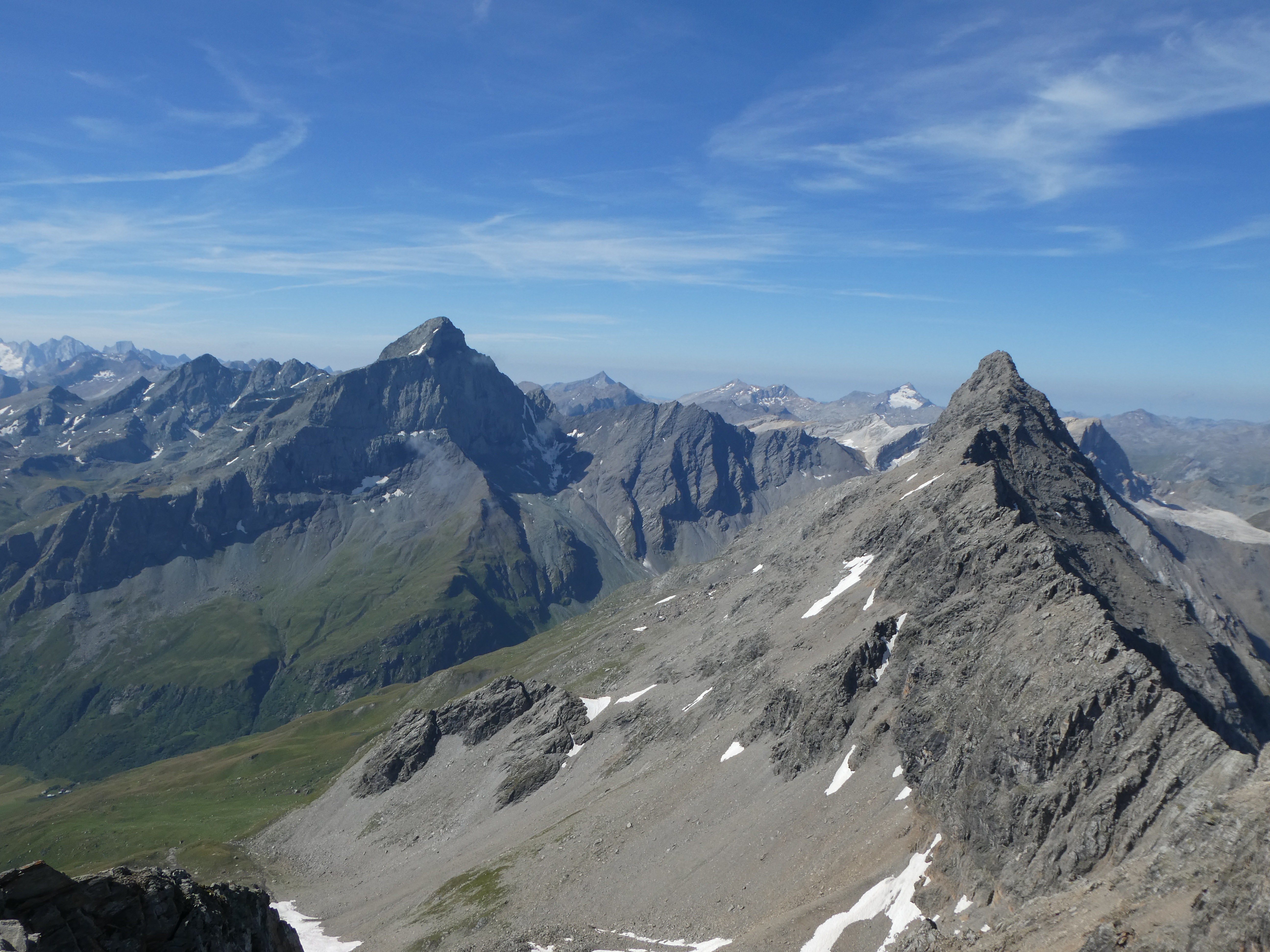
Blick nach Süden auf Piz Platta (links) und Piz Forbesch (rechts)